# Keralite
Keralite, también llamado malayali, es el nombre dado al grupo etno-lingüístico de los habitantes del estado de Kerala, originarios de la costa meridional de la India. Hablan malayalam, lengua drávida relacionada estrechamente con el tamil, del cual desciende. Consta con una población de 35 millones de personas, más otros 2,4 millones de personas que viven en la diáspora, principalmente en países de Medio Oriente, a los cuales emigran en búsqueda de oportunidades económicas, tales como Emiratos Árabes Unidos o Arabia Saudita. También hay una importante colectividad en Malasia, y comunidades menores en Occidente, fundamentalmente en países de la Angloesfera. Los malayalis son religiosamente diversos: el 56.84% de los keralite son hinduistas, el 26.53% son musulmanes y el 16.62% son cristianos.

## Distribución geográfica y población
El malabar o malayalam es un idioma hablado por los nativos del suroeste de la India (desde Mangalore hasta Kanyakumari) y las islas de Lakshadweep en el Mar Arábigo. Según el censo indio de 2001, había 30.803.747 hablantes de malabar en Kerala, lo que representa el 93,2% del número total de hablantes de malayalami en India y el 96,7% de la población total del estado. Había otros 701.673 (2,1% del número total) en Tamil Nadu, 557.705 (1,7%) en Karnataka y 406.358 (1,2%) en Maharashtra. El número de hablantes de malayalam en Lakshadweep es 51.100, que es sólo el 0,15% del número total, pero es tanto como el 84% de la población de Lakshadweep. En total, los malayalis constituían el 3,22% de la población india total en 2001. Del total de 33.066.392 hablantes de malayalam en la India en 2001, 33.015.420 hablaban los dialectos estándar, 19.643 hablaban el dialecto  Yerava  y 31.329 hablaban variaciones regionales no estándar, como el "eranadan". Según los datos del censo de 1991, el 28,85% de todos los hablantes de malayalam en la India hablaban un segundo idioma y el 19,64% del total conocía tres o más idiomas. El malayalam era el idioma más hablado en el antiguo Gudalur (en la actualidad  Gudalur y Panthalur) del distrito de Nilgiris en Tamil Nadu, que representa el 48,8% de la población y era el segundo más hablado idioma en Mangalore y Puttur taluks de Canara del Sur, que representan el 21,2% y el 15,4% respectivamente según el informe del censo de 1951. El 25,57% de la población total en el distrito de Kodagu de Karnataka son malayalis, en los que los malayalis forman una mayoría en Virajpet.
Justo antes de la independencia, la Malasia británica atrajo a muchos malayalíes. Un gran número de malayalis se han asentado en Chennai (Madrás), Delhi, Bangalore, Mangalore, Coimbatore, Hyderabad, (Andhra Pradesh) , Mumbai (Bombay), Ahmedabad y Chandigarh. Muchos malayalis también han emigrado al Medio Oriente, a los Estados Unidos, a Canadá, Australia, Nueva Zelanda y Europa. Había 84 000 personas con ascendencia malayali en los Estados Unidos, y aproximadamente 40 000 viven en el área del área metropolitana de Nueva York. Había 7,093 hablantes de malayalami en Australia en 2006 El censo canadiense de 2001 daba cuenta de 7.070 personas que mencionaron el malayalam como su lengua materna, principalmente en el área metropolitana de Toronto y el Sur de Ontario. En 2010, el censo de población de Singapur daba cuenta de que había 26 348 malayalis en Singapur. El censo de Nueva Zelanda de 2006 reportó 2 139 hablantes. 134 hogares de habla malayalam aparecen reflejados en 1956 en Fiyi. También hay una población malayali considerable en las regiones del Golfo Pérsico, especialmente en Baréin, Mascate, Omán, Doha, Dubái, Abu Dabi, Kuwait y en Londres. La ciudad de Chennai tiene la mayor población de malayalis en un área metropolitana fuera de Kerala, seguida por Bangalore.
Además, los ciudadanos malayalis en Malasia se estiman en 229.800 en el año 2020, mientras que la población de expatriados malayalis es de aproximadamente 2.000. Constituyen alrededor del 10 % del número total de indios en Malasia.

## Historia y cultura
Durante el período antiguo, el pueblo de la actual Kerala fue gobernada por la dinastía Chera de Tamilakam, con su capital en Vanchi. La dinastía dio a la región su nombre, uniendo toda la costa bajo su soberanía. La caída de Cheras en el siglo XV de la Era común a manos de la Dinastía Chola resultó ser el catalizador de una identidad malayali distinta, alejándose de la esfera de influencia cultural tamil durante varios milenios.
Los malayalis viven en un área histórica conocida como la costa de Malabar, que durante miles de años ha sido un importante centro del comercio internacional de especias, operando al menos desde la era romana con Ptolomeo documentándolo en el mapa del mundo de Ptolomeo  en 150 d. C. Por esa razón, se creó una cultura muy distinta entre los malayali debido a siglos de contacto con culturas extranjeras a través del comercio de especias. La llegada de los judíos de Cochin, el surgimiento de los cristianos de Santo Tomás y el crecimiento de la comunidad Mappila musulmana, en particular, fueron muy significativos en la configuración del malayali moderno. culturas Más tarde, los cristianos latinos portugueses, los malabares holandeses, los  franceses Mahe y los angloindios británicos, que llegaron después de 1498, también dejaron su huella haciendo Kerala más diverso.
En 2017, se publicó como libro un estudio detallado de la evolución de la comunidad malayali de Singapur durante un período de más de 100 años: From Kerala to Singapore: Voices of the Singapore Malayalee Community. Se cree que es el primer estudio en profundidad de la presencia de una comunidad malayali fuera de Kerala.

## Lengua y literatura
El malabar o malayalam es uno de los 22 idiomas oficiales de la India.
Este idioma tanto en su forma hablada como en  su escritura está muy relacionado con el idioma tamil. El malayalam se escribe en su propio alfabeto, el alfabeto malayalam.

## Artes escénicas y música
Los malayalis usan dos palabras para denotar la danza, que es ‹attom› y ‹thullal›. Las formas de arte de  los malayalis se clasifican en tres tipos: religiosas, como el Theyyam y Bhagavatipattu; semirreligioso, como Sanghakali y Krishnanattom; y seculares, como Kathakali, Mohiniyattam y Thullal. Kathakali y Mohiniyattam son las dos formas de danza clásica en Kerala. Kathakali es en realidad una danza dramática, mientras que Mohiniyattam es una forma de baile muy sensual y elegante que se realiza tanto en solitario como en grupo por mujeres. Kutiyattam es otra forma de arte escénica tradicional de Kerala, reconocida por la UNESCO como Obra Maestra del Patrimonio Oral e Inmaterial de la Humanidad.

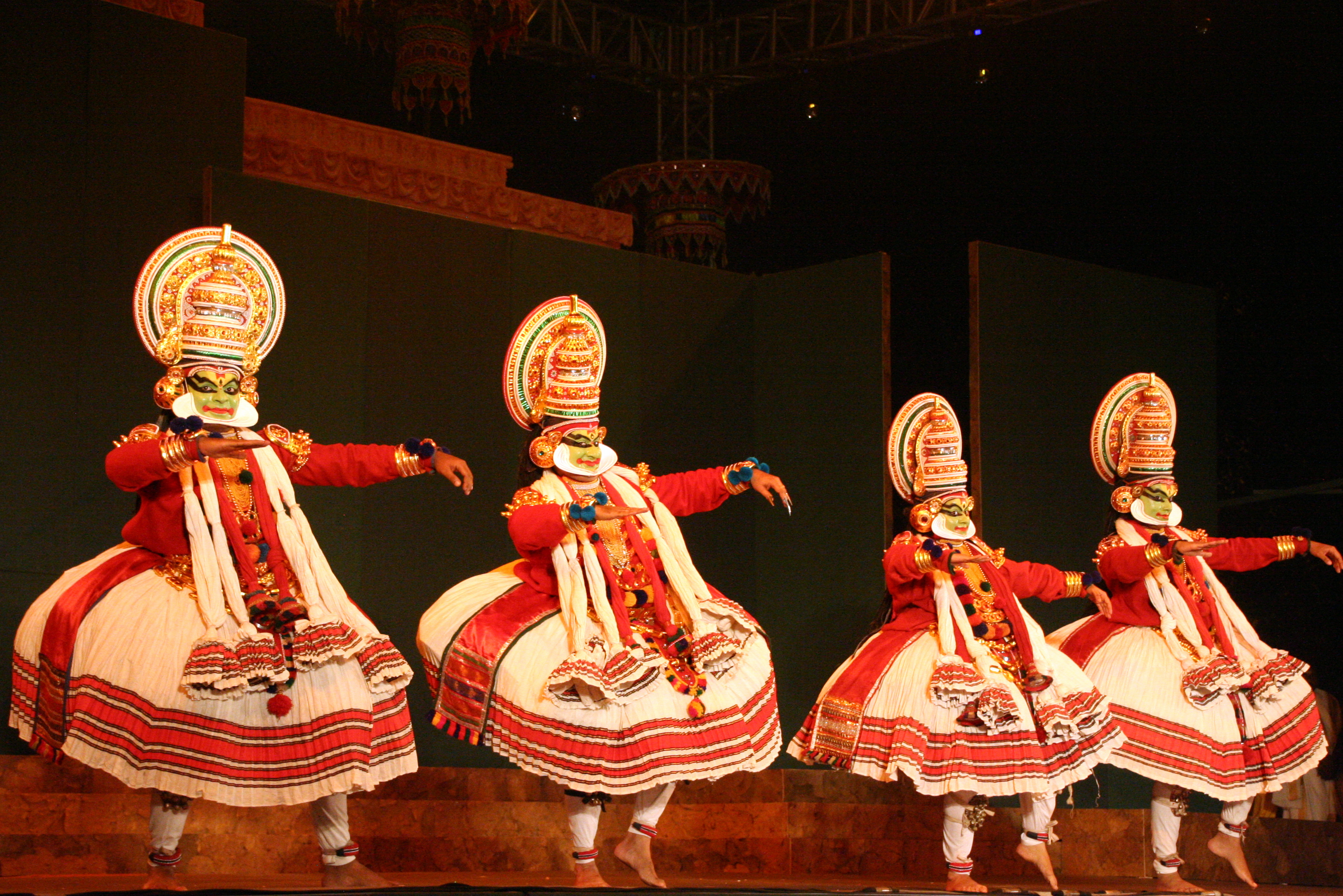
Khatakali.
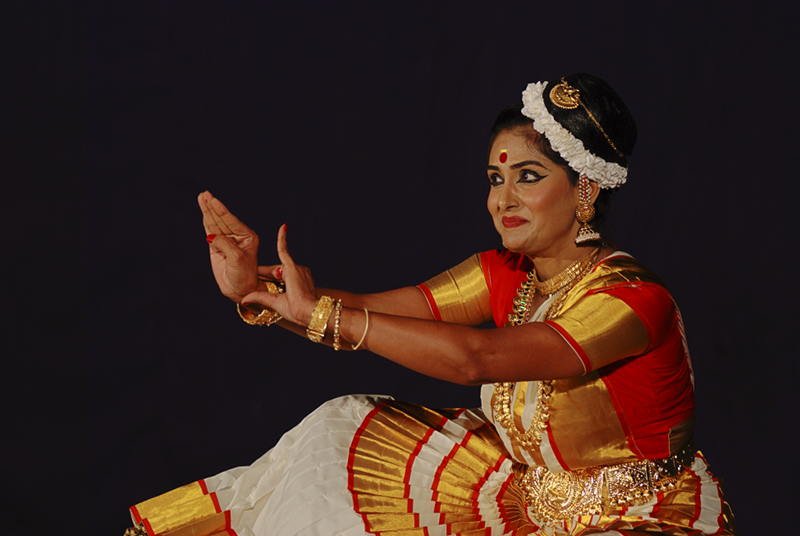
Mohiniyattam.
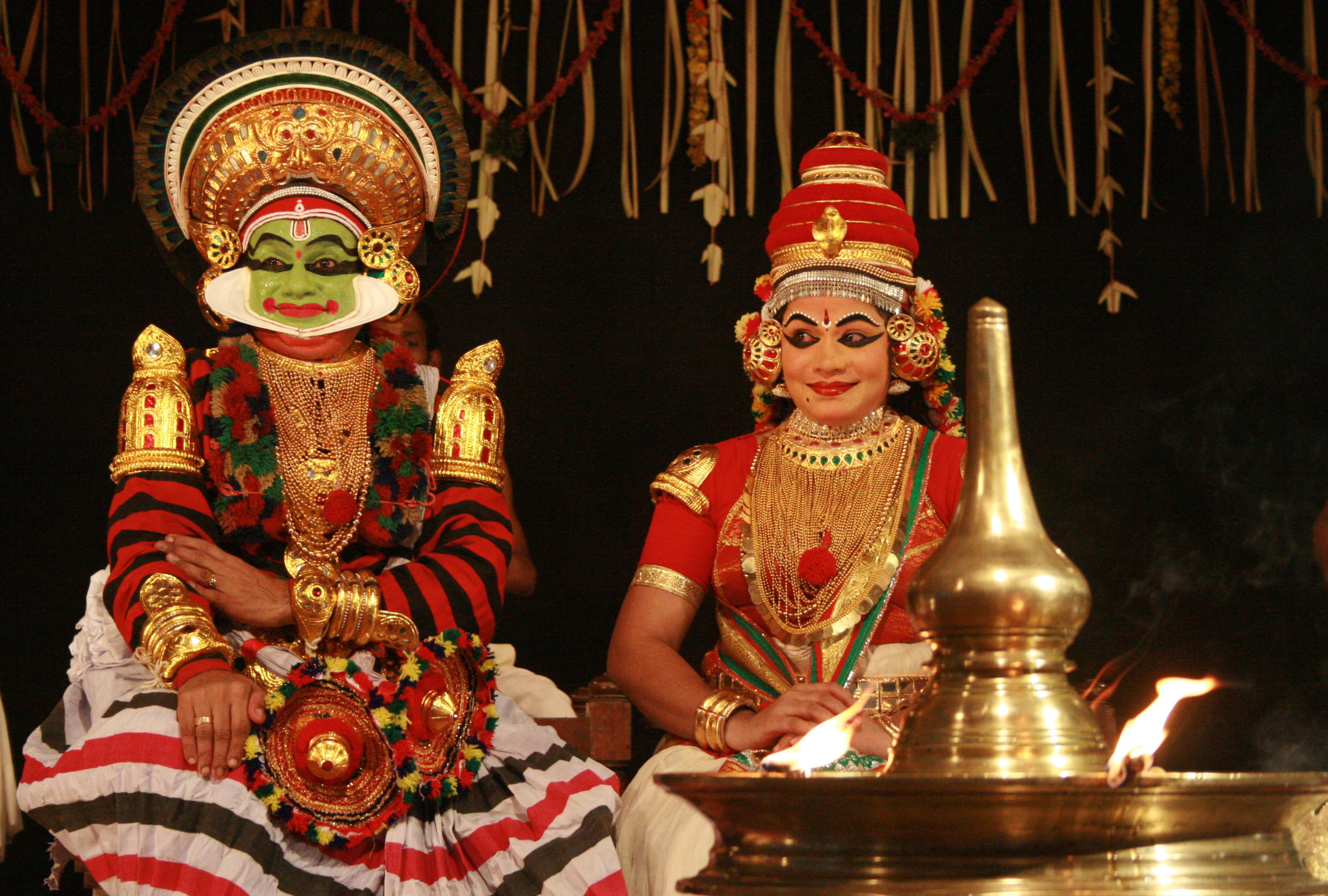
Kutiyattam.

## Cocina
La cocina malayali no es homogénea, hay variaciones regionales visibles en partes de la zona. Las especias forman un ingrediente importante en casi todos los curries. Kerala es conocida por sus tradicionales  sadhyas, una comida vegetariana que se sirve con arroz cocido y una gran cantidad de guarniciones. El sadhya se complementa con  payasam, un postre dulce de leche originario de Kerala. El sadhya se sirve, según la costumbre, en una hoja de plátano. Los platos tradicionales incluyen  sambar,  aviyal, kaalan, theeyal, thoran, injipully, pulisherry, appam, kappa (tapioca), puttu (polvo de arroz al vapor) y  puzhukku. El coco es un ingrediente esencial en la mayoría de los alimentos y se usa generosamente.
El Puttu es una especialidad culinaria en Kerala. Es un pastel de arroz al vapor que es el desayuno favorito de la mayoría de los malayalis. Se sirve con garbanzos marrones cocidos en una salsa picante, papadams y pequeñas lentejas verdes hervidas, o pequeños plátanos maduros amarillos de Kerala. En las tierras altas también hay una variedad de  puttu que se sirve con paani (jarabe hervido de vino de palma) y un hervido de plátanos dulce. Para cocer al vapor el puttu se utiliza un utensilio especial llamado puttu kutti. Consta de dos secciones. La parte inferior, más voluminosa, es donde se almacena el agua para cocinar al vapor. La parte desmontable superior está separada de la parte inferior por tapas perforadas para permitir que el vapor pase y hornee el arroz en polvo.
El Appam es un panqueque hecho de masa fermentada. La masa está hecha de harina de arroz y fermentada con levadura o toddy, el licor local. Se fríe en una sartén especial llamada  appa-chatti y se sirve con curry de huevo, curry de pollo, estofado de cordero, curry de verduras y curry de garbanzos.
La cocina Halal  de la zona es una mezcla de las culturas gastronómicas de Kerala, de Irán, yemení y árabe.
Ottros platos son por ejemplo el Unnakkaya  (pasta de plátano madura hervida y frita que cubre una mezcla de anacardos, pasas y azúcar)), pazham nirachathu (plátano maduro relleno con coco rallado, melaza o azúcar),  Muttamala  hecho de huevos,  Chattipathiri , un postre hecho de harina, como "Chapati" horneado, en capas con un rico relleno, "Arikkadukka", etc.

## Artes marciales
El Kalaripayattu es un arte marcial que tiene origen en el sur de la India. Su origen se remonta a alrededor del siglo V a. C.
Los movimientos de este arte marcial son de tipo felino: en guardia, ataque y asalto e incluye también la observación, la paciencia, y la serenidad.